# 澳門文學節
澳門文學節（葡萄牙語：Festival Literário de Macau），全稱雋文不朽—澳門文學節由澳門本地葡文報紙句號報（Ponto Final ）於2012年開始舉辦，與澳門文化局，澳門基金會、澳門筆會、澳門各間大學等機構協辦。是首個中國與葡語系國家兩地文學交流的每年度大型文學盛事。文學節每一年都邀請海內外著名作家、出版人、譯者、記者、音樂人、導演及視覺藝術家等蒞臨澳門。

## 背景
句號報為慶祝創刊二十周年於2012年舉行文集里程——第一屆澳門文學節，屆時邀請來自葡語系國家、內地及本澳作家一同開展交流分享會、工作坊、新書發佈會、書展等，同時藉機舉辦紀念會，紀念已故的本澳知名作家飛歷奇。文學節舉辦期間，配合推出文人交流會，並舉行精彩的電影播放活動及音樂表演節目。詩歌交流會等活動安排於理工學院及綜藝館等場地舉行，澳門博物館、澳門藝術博物館及葡文書局展覽廳等會放映不同電影。透過舉辦這項文學節，有利澳門的作家及作品推廣出去，讓內地及葡語系國家文化界均可瞭解本土出版物情況與水平等。更重要是，讓澳門以外的文化界人士一睹小城文學藝術的發展情況與面貌，充分發揮澳門的文化獨特性。

## 歷史
澳門首屆文學界「雋文不朽」於1月29日至2月4日期間舉行，由句號報與本澳藝文同好協會合辦，獲澳門基金會、理工學院、東方基金會及多家私營機構支持。屆時會舉行一連串的講座、電影、音樂會及展覽，邀請不同國家的作家、導演及歌唱家等來澳進行講座及演出。是次文學節的舉辦亦為慶祝本澳葡文報《句號報》創刊二十週年。作為首屆澳門文學節，聚集了中國、葡萄牙、巴西、安哥拉、佛得角和莫三比克的小說家、詩人、記者、製片人、音樂家和藝術家。同時，亦會舉行短編故事協作比賽，以三種語言同時進行，包括葡語、漢語及英語，評審團由今屆文學節所邀請的其中三位作家擔任。優勝者的文章作品將會被刊登於下一屆文學節的出版書內，並會與其他特邀作家的短編故事作品一同出版。
由葡文《句號報》、文化局合辦的第三屆澳門文學節，讓本地文學愛好者、學生與世界各地的文學家溝通交流，促進本澳文學領域的發展。同時透過邀請嘉賓寫下對澳門感受的文章，進一步宣傳澳門的文化內涵。為澳門文學寫作提供了豐富素材，文化局一直鼓勵和支持本地文學創作，正籌建澳門文學館，以早日為澳門文學的展示、研究以及與外界交流搭建平台。冀各位作家更多地關注澳門文學發展，扶持澳門青年作者成長。
第五屆文學節的亮點之一，就是首次向兩位與澳門頗有淵源的文學大家致敬，2015年適逢明朝著名戲曲家、《牡丹亭》作者湯顯祖四百周年忌辰。湯顯祖曾遊歷澳門，被認為是首位在澳門與外國人有所接觸的中國作家，更留下數首有關澳門的詩篇，讓這座城市在他的作品中獲得另一種永生。葡萄牙著名詩人庇山耶逝世九十周年，他生於澳門、逝於澳門，留下包括詩集《滴漏》。為向兩位文學大家致敬，主辦單位邀請專門研究學者，齊聚澳門共談有關創作。文學節也舉行雋文不朽藝術展關於視覺藝術方面的展覽，五名內地、本澳及葡萄牙藝術家分別帶來水墨、水彩、筆針畫及錄影裝置等，部分作品特別為是次展覽而創作，向大作家湯顯祖和庇山耶致敬。展覽共有四個畫展及一錄像裝置展，分別是歐陽石堅的水墨畫系列「悟 ·變」；巴彼得的「庇山耶的澳門街」；Alexandre Marreiros的「其間」；霍凱盛的針筆畫「香山嶴里巴」以及Jose Drummond的錄像作品「我們現在何方？」湖南畫家歐陽石堅帶來多幅充滿江南詩意的水墨畫。
2016年澳門文學節與葡語國家首都城市聯盟合作，把葡語作家峰會帶到澳門。同時，第六屆文學節宣佈新的項目佛得角文學節，該文學節會於今年底在普拉亞市首次舉辦，並計劃每年邀請一名澳門作家出席，亦會邀請佛得角作家來澳門交流。3月7日社會文化司司長譚俊榮與佛得角文化及創意產業部部長文森特在澳門政府總部會面。就澳門與佛得角之間的合作，會見雙方均認同現時簽訂的協議有助落實各合作項目，文創產業是促進經濟多元化的重要策略，雙方將把文創方面的合作為優先項目。
因應疫情在2020年許多不同節目都延期或取消，主辦單位表示原訂於3月舉行的澳門文學節最終決定延期至10月而非取消活動，一來是因為去年已準備相關工作，加上本年為飛歷奇逝世十周年，極具意義，故在這個困難時刻更應做好活動，向外界展示本地文學界創作力量和毅力，為澳門帶來有意義活動，感謝多年來一直支持澳門文學節的機構和單位。
疫情影響下，過去三屆的文學節主要由本澳作家參與，2023年終迎來海外講者回歸。Francisco José Viegas繼在2015年參與文學節後，本屆介紹他最新的偵探小說《Melancholia》和《Luz em Pequim》，同時還介紹由他管理的Quetzal出版社出版的兩部作品：作家Fernando Sobral遺作《O Jogo das Escondidas》，此前曾在報章《今日澳門》（Hoje Macau）以分冊形式刊登。另一作家Conde de Arnoso描寫十九世紀末的澳門和中國的作品《Jornadas pelo Mundo》。同樣來自葡萄牙還有兩位年輕作家Valério Romo和Patrícia Portela，他們的作品都具有獨創性且均曾到澳短暫停留。另一嘉賓António Caeiro是在中國工作多年的資深記者，在文學節介紹他的最新作品《Os Retornados de Xangai》。活動還接待多位本地或居澳作家。文學節期間，還安排多項藝術活動，包括畫展，攝影及音樂相關活動。

## 文集里程音樂會
文集里程音樂會為澳門文學節的節目之一，主辦方冀藉音樂會把葡語國家與中國內地作家和電影製片人等歡聚一起，共同促進中葡文化藝術交流。

## 歷年活動時間
| 屆數     | 舉辦日期                       | 活動場地 | 備注                                              |
| -------- | ------------------------------ | --- | ------------------------------------------------- |
| 第一屆   | 2012年1月29日至2月4日          | 理工學院展覽廊、澳門博物館、澳門藝術博物館、葡文書局展覽廳、綜藝館 |                                                   |
| 第二屆   | 2013年3月10日至16日            | 澳門科學館、東方基金會、官樂怡基金會、澳門土生之家、東方葡萄牙學會、仁慈堂婆仔屋及瘋堂十號、澳門威尼斯人劇院、澳門各公共圖書館、永樂戲院、澳門文化中心、鄭家大屋、友誼廣場 |                                                   |
| 第三屆   | 2014年3月20日至30日            | 澳門科學館、澳門陸軍俱樂部、澳門大會堂、崗頂劇院、威尼斯人金光綜藝館 |                                                   |
| 第四屆   | 2015年3月19日至29日            | 澳門終審法院大樓、澳門各間學校、崗頂劇院、永樂戲院 | 首次加入的兒童文學                                |
| 第五屆   | 2016年3月5日至19日             | 澳門終審法院大樓、澳門UA銀河影院 |                                                   |
| 第六屆   | 2017年3月4日至19日             | 澳門終審法院大樓、威尼斯人劇場 | 文學節與葡語國家首都城市聯盟合作                  |
| 第七屆   | 2018年3月10日至25日            | 澳門終審法院大樓、戀愛電影館、葡萄牙總領事館 |                                                   |
| 第八屆   | 2019年3月15日至24日            | 海事工房當代藝術中心、澳門葡文書局、德晉澳門藝術花園、澳門創意空間、仁慈堂婆仔屋、東方葡萄牙學會、戀愛電影館、澳門百老匯                                                   | 今屆首以詩歌為主題                                |
| 第九屆   | 2020年12月3日至5日             | 葡文書局、海事工房2號 | 原定3月12至21日舉行文學節，因疫情爆發首次延期舉行 |
| 第十屆   | 2021年12月3日至5日             | 東方基金會會址 |                                                   |
| 第十一屆 | 2022年12月11日至4日、9日至11日 | 葡文書局、德晉澳門藝術花園 |                                                   |
| 第十二屆 | 2023年10月6日至15日            | 葡文書局、東方基金會會址、澳門百老匯 |                                                   |
| 第十三屆 | 2024年3月8日至17日             | 葡文書局、東方基金會會址、崗頂劇院 | 日期重新恢復疫情前3月舉辦                         |
| 第十四屆 | 2025年3月21日至30日            | 原媽閣屠場舊址、國華戲院、崗頂劇院、仁慈堂婆仔屋、雅辰酒店、葡萄牙駐港澳總領事館                                                                                           | 今屆獲澳門美高梅為場地主要贊助                    |

## 相關事件

### 三名作家因涉朝鮮問題而被拒入澳
2018年3月6日由多間葡文傳媒報道，受邀的三名作家詹姆斯·丘奇、張戎和金淑姬無法入境澳門。按《論盡媒體》摘譯：文學節項目總監白艾德向《句號報》表示，被非正式告知，上述三位作家的到來時間上並不適合，不能保證他們能夠順利入境。他又表示不希望三位作家置於如此景況，決定取消邀請他們。並強調事情已超出文學節能力範圍。根據澳門文學節的介紹，金淑姬是美籍韓裔作家，曾潛入朝鮮做臥底。小說家詹姆斯·丘奇是前中央情報局特工。張戎與丈夫合著的《毛澤東：鮮為人知的故事》被美國《時代》週刊評論為「擁有原子彈威力的書籍」。另外，澳門文學節公布，身為朝鮮脫北者、人權維護者的北韓作家李晛瑞因個人原因無法來澳出席。文化局局長穆欣欣回應傳媒時，表示自己也是透過傳媒才悉知四位作家未能來澳。她再指，文化局處理各社團申請資助是一視同仁的，對民間舉辦的活動一直給於金錢和場地的支持。該局對於社團申請資助的活動，通常不會審查內容。並問及會否憂慮事件影響澳門的國際城市形象的問題，局長回應不太了解更具體詳情，並說：「至今為此，我相信澳門都是一個安全、開放、自由的城市。」多份葡文報章曾聯絡保安司司長黃少澤及社會文化司司長譚俊榮，但是，二人均表示對事件並不知情。
白艾德透過電郵向媒體表示，鑒於近日事態發展，文學節不得不取消幾位嘉賓的環節，認為自己已不適合參與領導文學節，決定於今屆文學節結束後辭任項目總監一職。白艾德接受論盡媒體訪問時強調，今次是個人決定，並非受到壓力。「因為我不想參與這種情況下的文學節。」他表示，這決定非常艱難，但認為這決定對得住自己及自己相信的一切。香港筆會早前就此發表聲明，批評此舉是「令人可悲的威權監控行為」，認為此舉令人憂慮，並已直接侵害言論自由及文學表達這兩項本應不受地域分界，一概受保障的權利。
前直選議員蘇嘉豪認為，治安當局屢次拒絕文化界、傳媒界、學術界等人士來澳，是「非常不要得」的行為，指出入境自由屬於基本人權自由，但是被拒入境的情況卻一再出現，「不斷出現限制甚至扼殺政治、文化交流、互動的情況，其實係非常不要得。」今次事件的政治意味較為濃烈，事件反映本澳的自由正一點一滴地流失，「無論是行政官僚干預或是政治干預，均正一步步踩入文化藝術當中，社會應高度警惕這種人權自由不斷流失的現象，否則今日扼殺了文化創作自由，他日難以保證會扼殺其他方面的自由。」治安當局過往就曾多次拒絕外地政黨人士、傳媒工作者及學術人士入境本澳，蘇嘉豪指出，被拒入境事件一再發生，反映治安當局濫用《內部保安綱要法》的情況愈演愈烈，「究竟被拒入境人士是治安當局不想其入境的人，還是這些人真的對公共安全構成威脅？我所看到的是前者居多，但是當局因個人喜惡來拒絕或接納某些人出入境，其實已是在濫用職權的情況。」他認為治安當局或獨立機構如紀監會等應設立渠道，讓被拒入境者得悉自己被拒的理由，並就當局的決定進行申訴、上訴，「雖說全世界的出入境政策都不能完完全全地公開，但至少應要讓當事人質疑為何不能入境時，有渠道讓人申訴，而非每次都像撞彩般嘗試是否能夠入境。」

## 外部連結
- 澳門文學節: 雋文不朽官方網站 （页面存档备份，存于）